# The Partisans
The Partisans — британская панк-/oi!-группа, образовавшаяся в Бридженде, Уэльс, в 1978 году, когда всё её участники были ещё подростками. В первый состав квартета вошли её фронтмен, гитарист и певец Роб Харрингтон (англ. Rob Harrington), барабанщик Марк Харрис (англ. Mark Harris), бас-гитаристка Луиз Райт (англ. Louise Wright) и гитарист Энди Лиланд (англ. Andy Lealand).
The Partisans, уже первым релизом завоевавшие себе прочную репутацию на британской Oi!-сцене, за шесть лет выпустили четыре сингла (два из них, «Police Story», 1981 и «17 Years of Hell», 1982, поднялись в UK Indie Chart до #5 и #2 в соответственно) и три студийных альбома, первый из которых (дебютный, именной) был хорошо принят критикой и поднялся в том же списке до #5 (#1 — UK Punk Chart).
Второй альбом группы Time Was Right (1984) был составлен из студийных записей и концертных выступлений в брикстонском клубе Ace, где вместе с The Partisans выступили, в частности, Anthrax, Lost Cherrees и Conflict. В 1984 году The Partisans распались. Один из её основателей, бас-гитарист Дэйв Парсонс, стал участником двух весьма успешных групп: Transvision Vamp и Bush. 
В конце 1990-х годов поющий гитарист Роб Харрингтон и Энди Лиланд реформировали The Partisans в новом составе (с двумя друзьями из Швеции); группа продолжает выступать по сей день.

## Дискография

### Синглы
- «Police Story» (1981, No Future, #5 UK Indie Chart)
- «17 Years of Hell» (1982, No Future, #2)
- «Blind Ambition» (1983, Link Records/Cloak and Dagger, #23)
- «So Neat» (2001, TKO)

### Aльбомы
- The Partisans (1983, No Future, #5)
- Time Was Right (1984, Link/Cloak and Dagger, #20)
- The Best of The Partisans (Captain Oi!)
- Idiot Nation (2004, Dr. Strange)